# Scherzo n. 3 (Chopin)
Lo Scherzo n. 3 op. 39, in Do diesis minore di Fryderyk Chopin, venne composto nel monastero di Valldemossa nell'isola di Maiorca, dove il musicista soggiornò per alcuni mesi, fra la fine del 1838 e l'inizio del 1839; fu poi completato e rifinito entro l'anno quando rientrò a Nohant. Questo è il più conciso, ironico, e ben costruito dei quattro scherzi, con quasi beethoveniana grandezza.
Chopin dedicò questa composizione al suo allievo prediletto, Adolphe Gutmann.

## Struttura
Il pezzo inizia in Do diesis minore, passando poi in Re bemolle maggiore, per ritornare in Do diesis minore e concludersi in Do diesis maggiore. La composizione si apre con una introduzione quasi lisztiana, portando ad un soggetto in ottave di energia repressa. La tonalità passa poi in re bemolle maggiore con un soggetto simil corale intervallato da arpeggi delicati. Louis Kentner lo considera come "una melodia wagneriana di straordinaria bellezza, che ricorda il suono delle tube, arpe e della apocalittica orchestra del Valhalla".
La composizione inizia con un'introduzione simile a quella del secondo scherzo. Procede poi nel fiero tema principale feroce. Questa parte è particolarmente difficile da eseguire, a causa della tecnica necessaria per suonare con precisione e rapidità le ottave. Lo scherzo si sposta poi in una sezione di transizione che riconduce al tema principale. La sezione seguente, in stile cantabile, è in re bemolle maggiore. Il tema principale e le sue sequenze iniziano con forti accordi che tengono la melodia seguita da un fluttuante sottofondo di note. Segue una breve sezione costituita da una serie di arpeggi. Gli elementi di questa sezione lirica si ripetono un paio di volte e poi il pezzo si sposta di nuovo sul tema principale.